# خليج يوف
خليج يوف (بالفرنسية: Baie de Yof)‏ يقع هذا الخليج في الجانب الشمال الغربي لشبه جزيرة الرأس الأخضر شمال مركز مدينة داكار في السنغال. ترجع تسميته بخليج يوف لوقوع بلدية يوف على طوله.